# Isaías Zarazaga
Isaías Zarazaga Burillo (Tosos, Zaragoza; 1927) es un veterinario y político español. 

## Biografía
Estudió bachillerato en el Instituto Goya de Zaragoza y veterinaria entre 1944 y 1949. Es encargado de cátedra a finales de 1956. En ese año oposita a Inspector del Cuerpo Nacional de Veterinarios y es destinado a la Dirección General de Ganadería del Ministerio de Agricultura de España. En 1960 obtiene la Cátedra de Veterinaria en la Universidad de Zaragoza. Le fue concedida ahí la beca de la Fundación Juan March. Es miembro fundador del Centro de Investigación y Desarrollo Agrario del Ebro, en colaboración con la OCDE. Trabajó como director del Centro Nacional de Selección y Reproducción Animal a finales de 1975, fecha en la que pide una excedencia voluntaria para dedicarse plenamente a la enseñanza y la investigación. Asimismo fue consejero del reino durante tres años. 
En las elecciones generales españolas de 1977 fue escogido senador por la Provincia de Zaragoza en la Candidatura Aragonesa Independiente de Centro. No se presentó a la reelección. Posteriormente fue nuevamente diputado en las Elecciones generales de España de 1982 y en las de 1986 por el Partido Aragonés Regionalista. 
Es presidente de la Fundación Genes y Gentes.